# اویگن یورک
اویگن یورک (آلمانی: Eugen York؛ ۲۶ نوامبر ۱۹۱۲ – ۱۸ نوامبر ۱۹۹۱) کارگردان فیلم و تلویزیون و فیلم‌نامه‌نویس اهل آلمان بود.
وی کارگردان فیلم‌هایی همچون سایه‌ها در شب بوده‌است.